# 乾みく
乾 みく（いぬい みく）は、日本の漫画家。女性。

## 概要
2013年6月現在、『コミックZERO-SUM増刊WARD』（一迅社）にて、『緋の纏』を連載している。アンソロジーコミックへ執筆陣として参加することもある。

## 作風
本人が「着物好き」と明言する通り、代表作『緋の纏』の舞台は幕末であり、登場人物の衣装は着物となっている。カラーが苦手らしく、それを「あとがきのごあいさつ」に描いたところ、各地のファンから励ましの言葉が来たとのこと。自画像は着物を着たひよこである。「おまけマンガ」にはよくデフォルメされたキャラクターを描く。

## 作品リスト
- 緋の纏（コミックZERO-SUM増刊WARD、既刊10巻）
- ゼロサムオリジナルアンソロジーシリーズArcana 12 （悪魔）
- ゼロサムオリジナルアンソロジーシリーズ Arcana 14 （忍者）
- Are you Alice? アンソロジー
- 哲学男子
- 美術男子